# Kudypy (powiat ostródzki)
Kudypy (niem. Kuhdiebs) – osada w Polsce położona w województwie warmińsko-mazurskim, w powiecie ostródzkim, w gminie Morąg.
Wieś wzmiankowana w formie Kodybis w dokumentach z XVI wieku jako folwark miejski, należący do Morąga, na powierzchni 4,5 włók. W roku 1782 we wsi odnotowano 7 domów (dymów). W 1785 wieś należała do Morąga i morąskiej parafii. W 1848 w trzech gospodarstwach domowych było 31 mieszkańców, natomiast w 1858 było ich 30. W 1885 wieś miała 39 mieszkańców i należała do okręgu urzędowego (niem. Amtsbezirk) w Bramce (niem. Himmelforth), obwodu urzędu stanu cywilnego (niem. Standesamtsbezirk) w Jurkach (niem. Georgenthal) i parafii ewangelickiej w Morągu (niem. Mohrungen).
W 1910 w Kudypach było 31 mieszkańców. W latach 1937–1939 było 42 mieszkańców.
Do roku 1975 jako osada Kudypy należały do powiatu morąskiego, gmina Morąg, poczta Słonecznik.
W latach 1975–1998 miejscowość administracyjnie należała do województwa olsztyńskiego.